# 신차원! 짱구는 못말려 THE MOVIE: 초능력 대결전 ~날아라 수제 김밥~
《신차원! 짱구는 못말려 THE MOVIE: 초능력 대결전 ~날아라 수제 김밥~》(しん次元! クレヨンしんちゃん THE MOVIE
超能力大決戦 〜とべとべ手巻き寿司〜)은 일본에서 2023년 8월 4일에 개봉, 2023년 12월 22일 대한민국에서 개봉된 짱구는 못말려의 애니메이션 영화 시리즈의 첫 3D 애니메이션이다.

## 일본판 성우진
- 노하라 신노스케 역 : 코바야시 유미코
- 노하라 미사에 역 : 나라하시 미키
- 노하라 히로시 역 : 모리카와 토시유키
- 노하라 히마와리 역 : 코로오기 사토미
- 시로 역 : 마시바 마리
- 카자마 토루 역 : 마시바 마리
- 사쿠라다 네네 역 : 하야시 다마오
- 사토 마사오 역 : 이치류사이 테이유우
- 보오 역 : 사토 치에
- 요시나가 미도리 역 : 테라다 하루히
- 마즈자카 우메 역 : 토미자와 미치에
- 아게오 마스미 역 : 미츠이시 코토노
- 타카쿠라 분타 역 : 모리타 준페이
- 카와무라 야스오 역 : 오오츠카 토모코
- 히토시 & 테루노부 역 : 나가사와 나오 & 타키모토 후지코
- 초전도 칸탐로보
- 히라야 미츠루 역 : 마츠자카 토리
- 이케부쿠로 교수 역 : 스즈키 모구라
- 후카야 네기코 역 : 키토 아카리
- 누스트라다누스 2세 역 : 미즈카와 카타마리

## 한국판 성우진
- 짱구 역 : 박영남
- 짱구 엄마 (봉미선) / 맹구 역 : 강희선
- 짱구 아빠 (신영식) 역 : 김환진
- 짱아 / 철수 역 : 여민정
- 흰둥이 / 유리 역 : 정유미
- 훈이 역 : 정혜옥
- 치타 역 : 김율
- 칸탐로봇 역 : 정주원
- 원장 선생님 역 : 현경수
- 채성아 선생님 역 : 이용신
- 나미리 선생님 역 : 한채언
- 차은주 선생님 역 : 윤여진
- 준호 & 광태 역 : 방연지, 김채하
- ??? 역 : 홍범기

## 주제가
- 삼보마스터 - Future is Yours

## 삽입곡
- 후카다 쿄코 - 너의 눈동자에 사랑하고 있어

## 같이 보기
- 짱구는 못말려 (영화 시리즈)